# Монтанина (Анкона)
Монтанина је насеље у Италији у округу Анкона, региону Марке.
Према процени из 2011. у насељу је живело 336 становника. Насеље се налази на надморској висини од 102 м.